# 香腸猴
香腸猴（코코몽），原名可可蒙（Cocomong），是一部南韓3D動畫影片，由韩国Olive Studio公司制作，於EBS上映。卡通角色形象的設定為一半是動物，一半是食物，故事則主要在冰箱中進行。
动画目前共有三部，分别是《香肠猴的冰箱世界》、《香肠猴大战细菌王》、《你好，香肠猴》。

## 外部連結
- EBS上的介紹 （页面存档备份，存于）（韓語）
- 3D动画系列《香肠猴》将于7月全部登上移动手机动漫平台 （页面存档备份，存于）